# Witoorbaardvogel
De witoorbaardvogel (Stactolaema leucotis) is een vogel uit de familie Lybiidae (Afrikaanse baardvogels).

## Verspreiding en leefgebied
Deze soort komt voor in oostelijk en zuidoostelijk Afrika en telt drie ondersoorten:
- S. l. kilimensis: van centraal Kenia tot noordoostelijk Tanzania.
- S. l. leucogrammica: zuidelijk en centraal Tanzania.
- S. l. leucotis: van Malawi en Mozambique tot Zuid-Afrika.

## Status
De grootte van de populatie is niet gekwantificeerd maar de soort wordt omschreven als plaatselijk algemeen tot schaars. Op de Rode lijst van de IUCN heeft deze soort de status niet bedreigd.